# Kafirkala

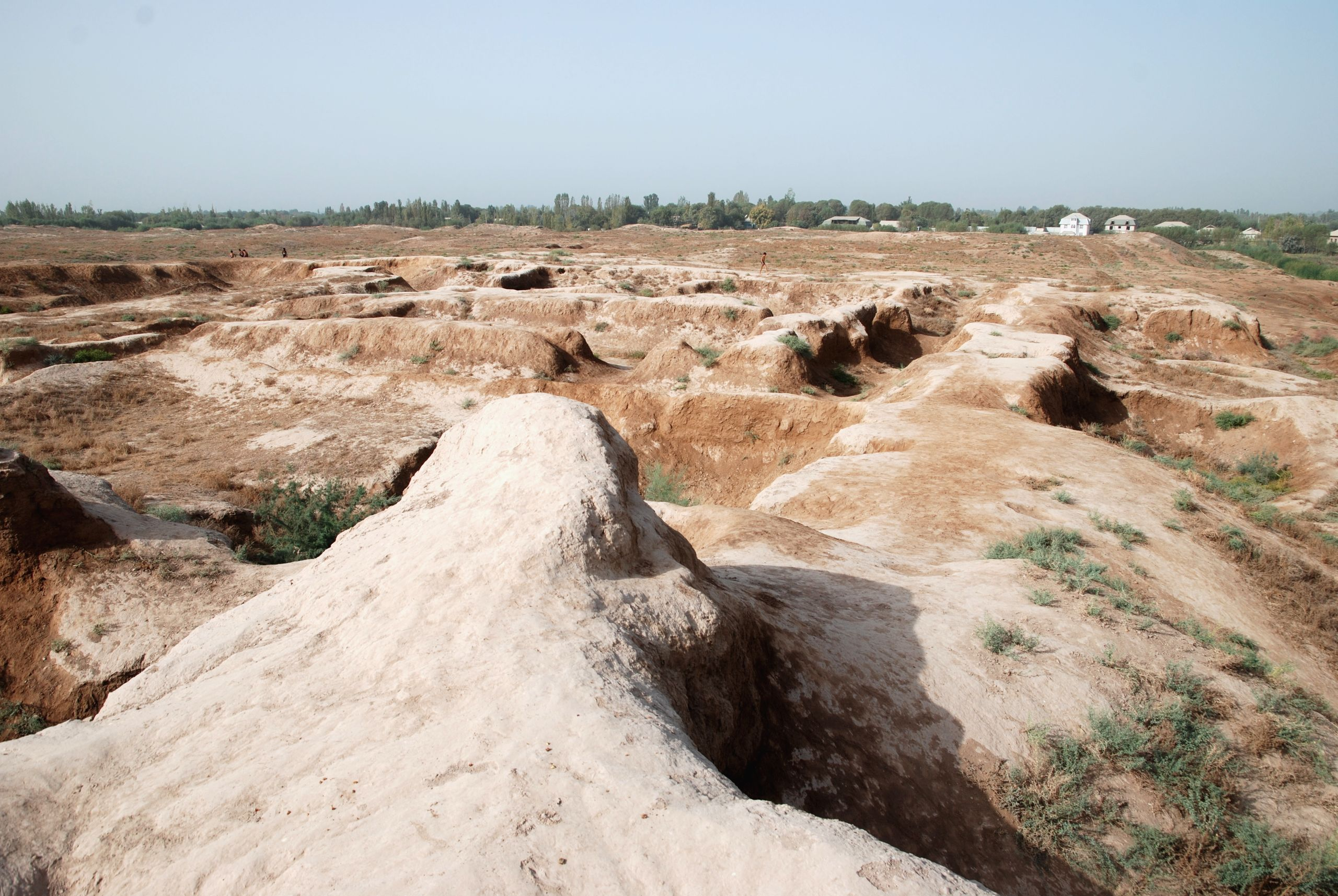
Vom nordöstlichen Wehrturm der Zitadelle über den Palastbereich nach Westen. Im Hintergrund Nordteil der Stadt

Kafirkala (tadschikisch Кафиркала, Kāfer Qalʿa, „Heiden-Burg“), auch Kafyrkala, Kafyr-Kala, war eine frühmittelalterliche befestigte Stadt am Unterlauf des Wachsch im südlichen Zentralasien. Am Rand der heutigen Stadt Kolchosobod im Süden Tadschikistans wurden von 1954 mit Unterbrechungen bis 1981 die Reste einer quadratischen Siedlungsfläche mit Wohnhäusern, einer Zitadelle und in der Zitadelle eines kleinen buddhistischen Tempels aus Lehmziegeln freigelegt. Diese Schicht stammt aus dem 6. Jahrhundert bis Mitte des 7. Jahrhunderts (Schicht KF II). Der älteste Zeitabschnitt von Kafirkala (KF III) mit wenig Objektfunden wird in das 2. bis 3. Jahrhundert datiert, der jüngste (KF I), der im Stadtbereich vor allem durch Münzen und Keramik bekannt ist, in das 7. bis 8. Jahrhundert, als die Stadt im Zuge der arabischen Eroberung zerstört wurde. Kafirkala war die größte Stadt am unteren Wachsch und nach der Beschreibung des chinesischen Pilgers Xuanzang der Hauptort des Kleinreiches Wachsch (chinesisch U-Scha). Der frühmittelalterliche Name der Stadt war vermutlich Chelawerd (Khelaverd).

## Geschichtliches Umfeld
Koordinaten: 37° 35′ 19,9″ N, 68° 38′ 47,2″ O
Kafirkala lag in der historischen Landschaft Baktrien, in der seit den Eroberungszügen Alexanders des Großen ein hellenistischer Einfluss auf Kunst und Architektur stilprägend war. In der Antike hieß die Landschaft nördlich des Oxus (heute Amudarja) Transoxanien. Bis zum 3. Jahrhundert gehörte das Gebiet zum Machtbereich der Kuschana. In dieser Zeit führte eine Route der Seidenstraße von Hotan durch das Wachsch-Tal südwärts nach Balch und weiter Richtung Mesopotamien. Ab Anfang des 5. Jahrhunderts bis um 560 beherrschten die Hephthaliten einen großen Teil des südlichen Zentralasien und zogen einen beträchtlichen Gewinn aus dem über die Seidenstraße verlaufenden Handel. Um 570 eroberten Turkvölker das frühere Gebiet der Hephthaliten und drangen bis in das von Sassaniden kontrollierte Afghanistan vor. Es folgten Ende des 6. und Anfang des 7. Jahrhunderts unruhige Zeiten für die in der Nachfolge der Hephthaliten entstandenen kleinen Fürstentümer, die im Spannungsfeld zwischen Turkvölkern und Sassaniden lagen. Mitte des 7. Jahrhunderts begannen die muslimischen Umayyaden nördlich des Amudarja vorzudringen, 654 erreichten sie erstmals Sogdien, wenig später eroberten sie die Region am unteren Wachsch und 681 überwinterte der erste arabische Feldherr mit seinem Heer nördlich des Amudarja.
Arabische Autoren nannten das heute Nordafghanistan, den Südosten Usbekistans und den Südwesten Tadschikistans umfassende Gebiet Tocharistan. Im frühen Mittelalter, nach dem Ende der Kuschana-Zeit, existierte im Wachsch-Tal der zum Gebiet Tocharistan gehörende Herrschaftsbereich Wachsch (chinesisch U-Scha, Usha, Hu-sha), als dessen Hauptstadt Kafirkala erkannt wurde. Nördlich von Kafirkala scheint durch das Wachsch-Tal eine Grenze zwischen einem nördlichen und einem südlichen Herrschaftsbereich verlaufen zu sein. Diese Grenze, an der die Festung Urta-Boz lag, existierte vermutlich bis in die zweite Hälfte des 6. Jahrhunderts. Das untere Wachsch-Tal bildete eines von 27 Kleinreichen in Tocharistan, über das und über dessen Hauptstadt erstmals der buddhistische Pilger Xuanzang (Hsüan-tsang, 603–664) berichtete, der von China aus etwa zwischen 633 und 645 in Zentralasien und Indien unterwegs war. Er gab die Größe von Wachsch mit 500 Li (entspricht 200 Kilometer) Länge und 300 Li (120 Kilometer) Breite an. Folglich umfasste der Herrschaftsbereich wesentlich mehr als das nur 25 Kilometer breite Wachsch-Tal.
Das untere Wachsch-Tal ist seit dem 5./4. Jahrhundert v. Chr. durch Bewässerungskanäle für die landwirtschaftliche Nutzung erschlossen. Nach chinesischen Quellen des 7. Jahrhunderts wurden im Tal Getreide, Reis und Früchte angebaut. Lobend erwähnt werden Pferde, Maulesel und Kamele und die vielen buddhistischen Gebäude. Der bewässerte Feldbau ermöglichte und ermöglicht bis heute die Gründung von Siedlungen. Auf Grundlage der antiken Bewässerungskanäle wurden Mitte des 20. Jahrhunderts moderne Bewässerungsanlagen für den großflächigen Baumwollanbau in der Talebene angelegt. Bedeutende Siedlungen aus der griechisch-baktrischen Zeit in der Umgebung waren Kuchna-Kala am linken Ufer des Wachsch südlich von Kafirkala mit einer Umfassungsmauer von 250 × 125 Metern und die mit 383 × 285 Metern noch größere befestigte Siedlung Kei-Kobad-Schach bei Kubodijon. Vom Ende des 5. Jahrhunderts bis zur Mitte des 8. Jahrhunderts war Kalai-Kafirnigan (an der Grenze zu Usbekistan, 80 Kilometer südwestlich von Duschanbe) bewohnt, eine befestigte Stadt mit einer getrennten Zitadelle. In der letzten Bauphase wurde dort ein buddhistischer Tempel (vihara) errichtet. Aus dieser Zeit (7./8. Jahrhundert) stammen die Reste der buddhistischen Anlage von Adschina-Teppa nordwestlich von Kafirkala (bei Qurghonteppa).
Im 5. Jahrhundert, dem Übergang von der Spätantike zum frühen Mittelalter, gab es im südlichen Zentralasien beträchtliche Veränderungen im Bereich Gesellschaft, Wirtschaft, im Handwerk und in der Bauweise. Zu den bisherigen großen, von einer rechteckigen Mauer umgebenen Siedlungen entstanden nun bis zur arabischen Eroberung kleinere befestigte Siedlungen und befestigte Paläste wie Tschilchudschra (4. bis 8. Jahrhundert) in der historischen Region Usruschana. In ganz Tocharistan wurden Siedlungsreste aus dem frühen Mittelalter gefunden. Zu den Siedlungen mit einer Bautätigkeit im 5. Jahrhundert im Umfeld von Kafirkala gehören Garavkala (bei der Stadt Jowon, westlich von Norak), wo über der 300 × 200 Meter großen, befestigten, Stadt aus der Kuschana-Zeit bis zur ersten Hälfte des 5. Jahrhunderts Gebäude aus Lehmziegeln entstanden, und Munchak-Tepe. Diese Siedlung mit einer quadratischen Umfassungsmauer von 100 Metern Seitenlänge wurde in der Kubodijon-Oase am rechten Ufer des Kofarnihon (bei Schahritus) ausgegraben und war von der Kuschana-Zeit bis ins frühe Mittelalter bewohnt. Aktepe II, westlich von Schahritus im Tal von Beschkent (bei Tschilu-tschor tschaschma) war eine 130 × 100 Meter große, dicht mit Häusern bebaute Siedlung, umgeben von einem sieben Meter hohen Wall. Weitere Siedlungen im nördlichen Beschkent-Tal, von denen bekannt ist, dass sie aus einer Zitadelle und einer getrennten Wohnsiedlung bestanden, waren Changaza und Bezymjannoje. Die schlecht erhaltene, quadratische Burg Sangtepe nahe Termiz (Usbekistan) vom Anfang des 5. Jahrhunderts befand sich in der Nordwestecke einer Siedlung. Balalyk-Tepe, 15 Kilometer südlich von Termiz, war mit 30 Metern im Quadrat eine kleine Festung, die auf einem sechs Meter hohen Sockel stand. Aus dem Festsaal blieben Wandmalereien erhalten, die Menschen bei einem Bankett zeigen.
Aus dem 10. bis 12. Jahrhundert stammt die 900 × 640 Meter große befestigte Stadt Soli-Sard zwölf Kilometer nordwestlich von Kafirkala. Sie hieß auch Chelawerd (Khelaverd), später Lagman, und ist nicht identisch mit der kleineren, ebenfalls Soli-Sard genannten, befestigten Siedlung beim heutigen Dorf Kores. Die Münzfunde von Soli-Sard zeigen die im späteren Mittelalter anhaltende Bedeutung des unteren Wachsch-Tals. Litvinskij hält es für möglich, dass die im 10. bis 12. Jahrhundert größte Stadt des unteren Wachsch-Tals, Chelawerd, diesen Namen von der vormals größten, durch die arabische Eroberung zerstörten Stadt Chelawerd, also Kafirkala, übernommen hat.

## Forschungsgeschichte und Datierung

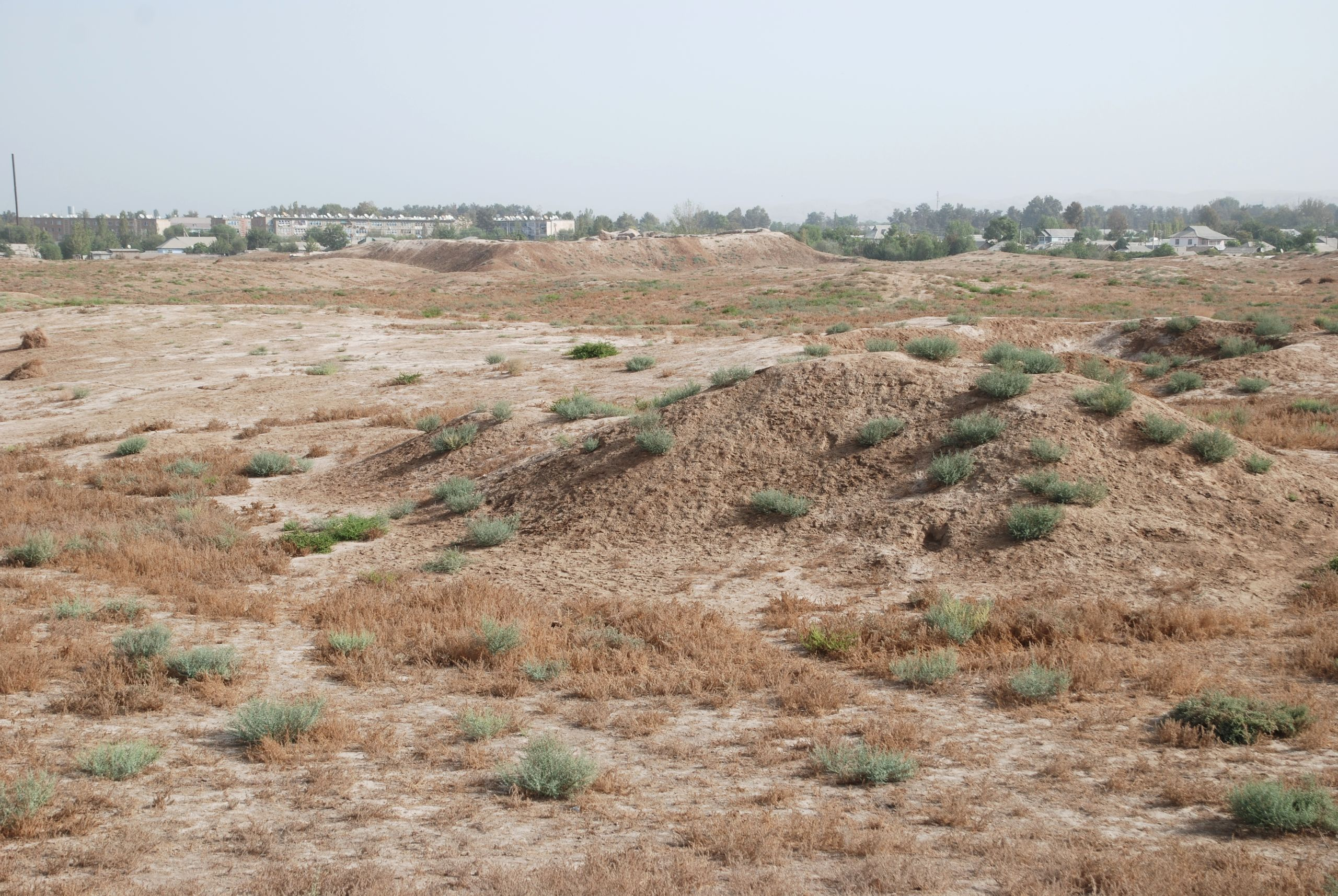
Vom südwestlichen Rand der Stadt Richtung Zitadellenhügel

Die ersten Berichte über die Ruinen im Wachsch-Tal in neuerer Zeit lieferten russische Reisende, Offiziere und Beamte ab den 1870er Jahren. Zu ihnen gehörten N. A. Majev (1876), I. Minajev (1879), der Geograph P. E. Kosjakov (1884) und der Geograph Dimitrii Nikolaewitsch Logofet (1909, 1913). Die Tadschikische Archäologische Expedition unter der Leitung von Aleksandr Belenickij untersuchte und kartographierte 1947 die bedeutendsten Fundorte einschließlich Kafirkala. Hieran knüpften die ersten systematischen Erkundungen und Ausgrabungen der tadschikischen Akademie der Wissenschaften unter Boris A. Litvinskij ab 1951 an. Ab 1973 leitete Litvinskij die Südtadschikische Archäologische Expedition, bei der mehrere Institute und die staatliche Eremitage Sankt Petersburg zusammenarbeiteten. Im Wachsch-Tal wurden das frühmittelalterliche Bewässerungssystem und viele Siedlungen aus dieser Zeit freigelegt.
Kafirkala ist der größte frühmittelalterliche Fundort des Wachsch-Tales. Hier begann Tamara Ivanovna Zejmal 1956–1957 im Bereich der Wohnstadt (scharistan) mit Untersuchungen auf einer Fläche von 150 Quadratmetern. Zejmal erkannte drei Kulturschichten (KF I–III), die sie etwa zwischen dem 2. und 8. Jahrhundert datierte. Aus der Schicht KF II wurde ein monumentaler Saalbau weitgehend freigelegt, die Gebäudestrukturen der beiden anderen Schichten ließen sich nicht ermitteln. 1965 entstanden bei Neubauarbeiten Schäden an der nördlichen Umfassungsmauer und an der Zitadelle. Dabei entdeckte man zufällig den nordöstlichen Turm der Zitadelle. Dies war die Grundlage für weitere Grabungen, die in größerem Umfang 1968 schwerpunktmäßig im Bereich der Zitadelle stattfanden. Von 1969 bis 1981 folgten (mit Ausnahme von 1972 und 1979) unter der Leitung von Boris A. Litvinskij jährlich Ausgrabungen in geringerem Umfang. Örtlicher Grabungsleiter war bis auf ein Jahr V. S. Solovjev.
Die Datierung der drei Schichten basiert hauptsächlich auf Münzfunden. Zur Festlegung der frühesten Schicht (KF III) dienen mehrere Münzen aus der Kuschana-Zeit. Eine Kupfermünze aus dem Palast, die auf der Rückseite einen vierarmigen Vishnu zeigt, wird König Kanischka (reg. um 100 – um 126) zugeschrieben. Ferner wurden zwei nicht zugeordnete Kuschana-Münzen im Palast und eine Münze im Stadthaus aus der Zeit des Königs Vima Takto (reg. um 80 – um 90) gefunden. Kuschana-Münzen waren auch noch nach dem Ende dieses Reiches im Umlauf. In Verbindung mit einigen Keramikfunden aus der Spät-Kuschana-Zeit wird für die früheste Besiedlung von Kafirkala das 2./3. Jahrhundert angenommen.
Die Datierung der zweiten Schicht (KF II) stützt sich auf eine Münze der Hephthaliten aus der Mitte des 7. Jahrhunderts, die in einem Wohnhaus gefunden wurde. In der Zitadelle gab es keine für eine Datierung brauchbaren Objekte. Die Keramik erlaubt die Eingrenzung von KF II auf die zweite Hälfte des 6. und die erste Hälfte des 7. Jahrhunderts.
Die überwiegende Anzahl an Münzfunden lässt sich der jüngsten Schicht (KF I) zuordnen. Sie stammen aus der Zitadelle, der Wohnstadt und aus einem Adelssitz in der äußeren Vorstadt (rabad). Es handelt sich in den meisten Fällen um anepigraphische (unbeschriftete) Bronzemünzen mit einem erhabenen Quadrat um ein Loch in der Mitte, von dem an zwei Ecken gebogene „Härchen“ abgehen, auf der Vorderseite und mit einer glatten Rückseite. Die Darstellung ist ein tocharisches Siegel (Herrschaftszeichen, tamgha). Es scheint sich um einen nur regional am linken Ufer des Wachsch verbreiteten Münztyp zu handeln, der von einem der tocharischen Kleinreiche (Wachs) herausgegeben wurde. Zur Datierung der Münzen werden Gemeinschaftsfunde mit anderen Münzen hergenommen. So fand sich der Münztyp zusammen mit Dirhams aus den 730er Jahren in einem Raum des buddhistischen Klosters Adschina-Teppa. Im Umlauf war dieser Typ anepigraphischer tocharischer Münzen von der zweiten Hälfte des 7. bis zur ersten Hälfte des 8. Jahrhunderts. Weitere acht Bronzemünzen, die regional vorkamen, tragen eine sogdische Inschrift auf der Vorderseite und vier unlesbare chinesische Schriftzeichen auf der Rückseite. Sie waren ungefähr von den 730er Jahren bis in die erste Hälfte des 8. Jahrhunderts in Umlauf. Vier Münzen, die nach ihrem ersten Fundort Munchak-Tepe benannt sind, besitzen einen erhabenen Ring um die Mittelöffnung und eine hephthalitische Aufschrift. Die auf der Rückseite glatten Münzen können nur grob in dieselbe Zeit datiert werden, ebenso wie die übrigen Fundobjekte (Keramik, Waffen und Schmuck). Möglicherweise waren Teile des Geländes noch im 9. Jahrhundert bewohnt. Einzelne Keramikfunde zeigen eine Anwesenheit von Menschen bis ins 16./17. Jahrhundert.

## Anlage

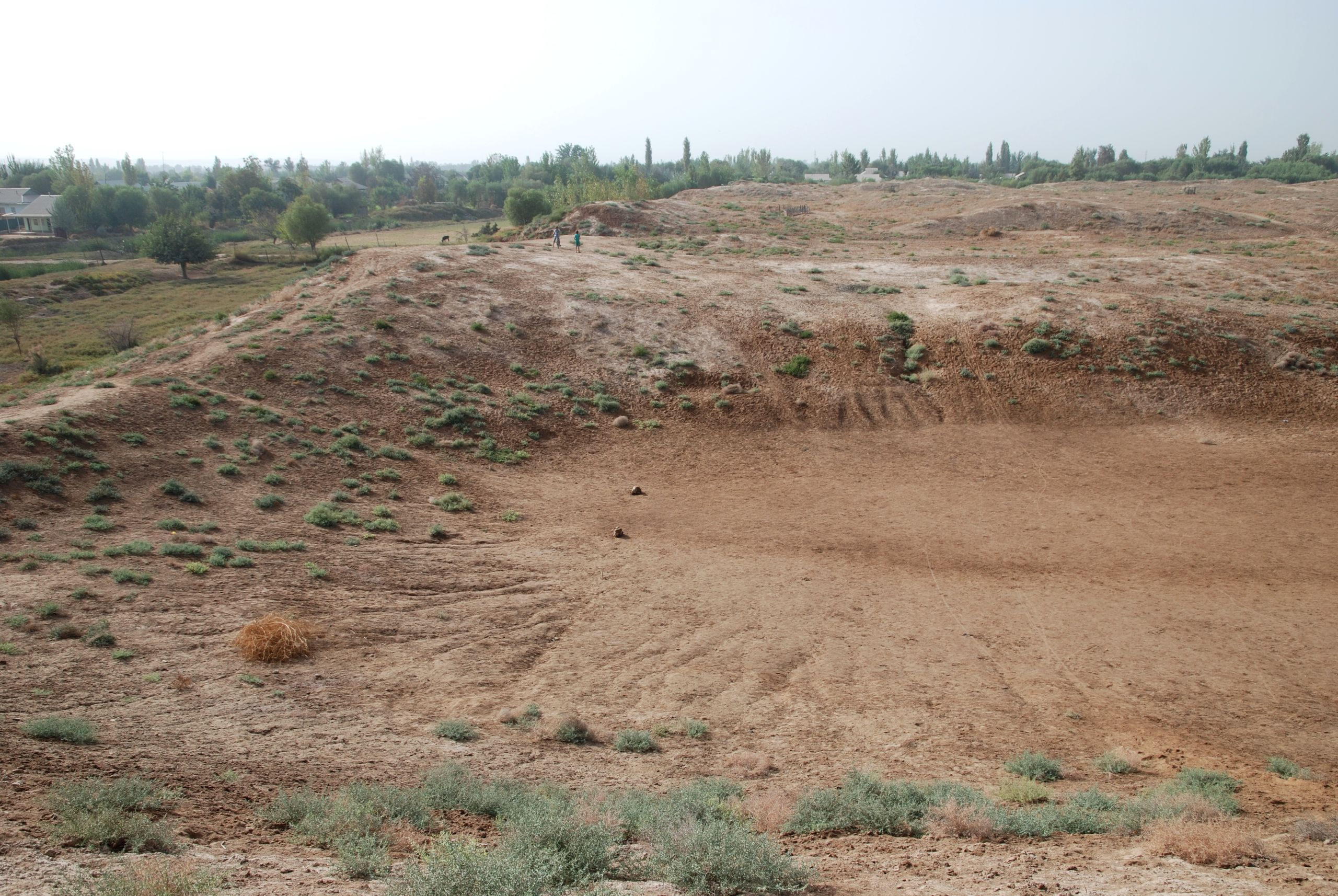
Von der Zitadelle nach Süden. Senke zwischen Zitadelle und Stadt, links Lage der Festungsmauer

Der Grundplan von Kafirkala ist ein klassisches Beispiel einer frühmittelalterlichen Stadt im südlichen Zentralasien, die in drei getrennte Bereiche eingeteilt ist und eine frühe Stufe der hochmittelalterlichen Städte darstellt. Die drei Bereiche sind die Zitadelle (persisch kuhendiz, arabische Entsprechung qala), ummauerte Wohnstadt (scharistan, arabisch madīna) und die häufig ebenfalls von einer Mauer umgebene Vorstadt (ab der islamischen Zeit rabad, rabaḍ genannt). Der heute sichtbare Siedlungshügel war auf allen Seiten von einer Vorstadt umgeben, über deren Bebauung und Umfang jedoch kaum etwas bekannt ist. Lediglich die Lehmziegel-Mauerreste eines Gehöftes der Vorstadt blieben in einem zwei Meter hohen Erdhügel von etwa 27 Metern Durchmesser 100 Meter südlich der befestigten Stadt zwischen modernen Gebäuden erhalten. Zumindest teilweise erforscht wurden hingegen die Vorstädte von Alt-Pandschakent (bei Pandschakent), Bundschikat in Usruschana (7. bis 9. Jahrhundert), Chudschand (ebendort) und Taras im Süden von Kasachstan. Zitadelle und Wohnstadt wurden in Kafirkala zur gleichen Zeit neu angelegt, während andere zentralasiatische Städte, etwa in Choresmien über antiken Gründungen entstanden. Hinzu kommt für Kafirkala ein Friedhof östlich der Vorstadt, der heute von modernen Wohnhäusern überbaut ist. Die Ausdehnung der gesamten Stadt ist nicht bekannt; im Vergleich mit anderen Städten in der Region dürfte Kafirkala von mittlerer Größe gewesen sein, jedenfalls deutlich kleiner als Balch, Merw oder Afrasiab. Auch wenn die Beschreibung von Xuanzang offensichtlich übertrieben ist – er gibt den Umfang der Hauptstadt von U-Scha mit 16 bis 17 Li an, scheint die Identifizierung von Kafirkala mit der Hauptstadt als gesichert, weil es die größte und eine wegen ihrer Befestigung besonders bedeutende Siedlung im Wachsch-Tal war.
In der Überlieferung der lokalen Bevölkerung ist Kafirkala – wie Litvinskij 1956 erfuhr – mit dem Helden Zāl der iranischen Mythologie verbunden. Dessen Tochter soll hier gelebt haben und er selbst im Gefängnis (zendān) der Zitadelle festgehalten worden sein, aus dem ihn sein Sohn Rostam befreite.

### Befestigung

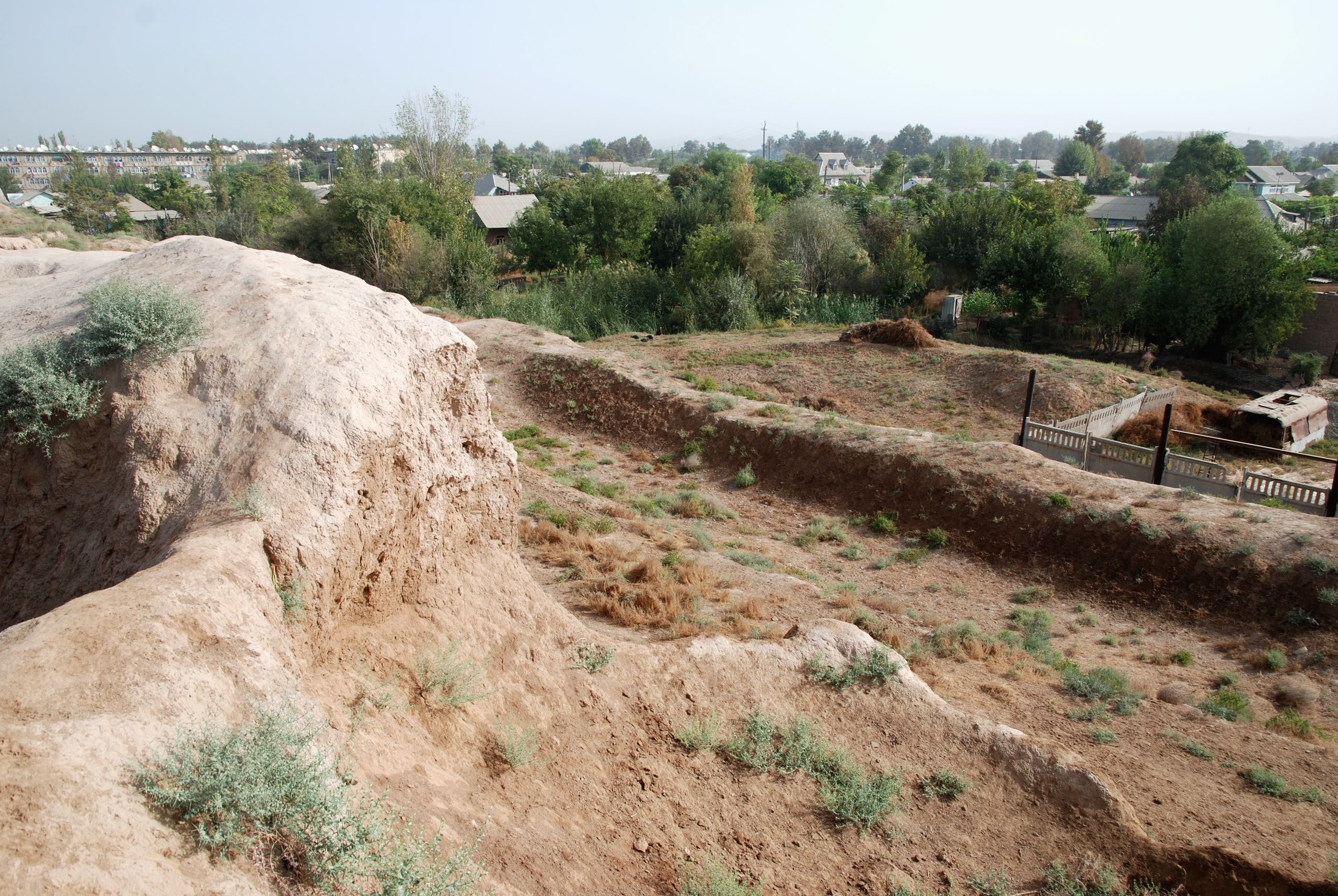
Von der Wehrmauer an der Südostecke der Zitadelle Richtung Nordosten: Lage der Vormauer (Proteichisma)

Stadt und Zitadelle bildeten ein an den Haupthimmelsrichtungen orientiertes Quadrat mit einer Seitenlänge von 360 Metern. Die Zitadelle nahm eine Fläche von 70 × 70 Meter in der Nordostecke ein. Das ebene Gelände verlangte künstliche Befestigungsanlagen, die auch längeren Belagerungen standhalten können sollten. Der Siedlungshügel am westlichen Stadtrand von Kolchosobod ist heute an allen vier Seiten von einem Wassergraben umgeben und nur über einen Steg von der Ostseite zugänglich. Damals umgab den 5 bis 10 Meter breiten Umfassungswall ein 50 bis 60 Meter breiter und 5 Meter tiefer Graben, der im Fall eines Angriffs mit Wasser gefüllt werden konnte. Es ist nicht bekannt, ob auch die Vorstadt von einer Mauer umgeben war.
Zwischen dem Graben und der Ummauerung der Zitadelle und der Stadt befanden sich vorgeschobene Verteidigungsmauern (Proteichismen), die auf Rampen aus Löss errichtet waren. Im Bereich der Zitadelle waren diese Rampen 11 bis 14 Meter lang und 4,5 bis 6 Meter hoch. Die Vormauern standen knapp 3 Meter parallel vor der Hauptmauer. Die Stärke eines untersuchten Proteichisma betrug einen Meter bei einer erhaltenen Höhe von 3,8 Metern. Im Bereich der Stadt waren die Vorbauten mit 2 Metern Abstand zum dahinterliegenden Turm und 4,8 Meter vor der Hauptmauer auf dem Erdboden errichtet. Ihre Höhe betrug etwa 2,5 Meter. Der schmale Raum zwischen Vor- und Hauptmauer sollte wohl eine Falle für die zu Fuß vorrückenden Angreifer darstellen; für Rammmaschinen waren die Mauern zu schwach. Vergleichbare Vormauern gab es in Nordbaktrien bereits in Kej-Kobad-Schach (Kubodijon) und in Karabag Tepe (bei Denov, Usbekistan). In Zentralasien sind Proteichismen ab dem 5. Jahrhundert anzutreffen.
Die Wehrmauern der Zitadelle waren auf einem vier Meter starken Sockel aus Stampflehm (pachsa) errichtet und bestanden überwiegend aus etwa 0,8 × 0,8 × 1,6 Meter großen Stampflehmblöcken, teilweise auch aus Lehmziegeln. Zwischen den Blöcken waren Reihen von Lehmziegeln verlegt. Die Ecktürme waren rechteckig. Der Eckturm im Südosten ragte 3,4 Meter, der größere Turm im Nordwesten 7 Meter über die Wehrmauer hinaus. In der Mitte der Nord- und Ostseite trat ein 1,9 Meter breiter halbrunder Vorsprung 0,6 Meter aus der Wand hervor. In den Wandfeldern zwischen Ecktürmen und runden Vorsprüngen gab es jeweils zwei etwa 3,7 Meter hohe Nischen mit angedeuteten senkrechten Schießschartenschlitzen, wie sie auch in Abständen von 1,5 bis 1,7 Metern über die Mauerflächen verteilt waren. Die Scheinschießscharten waren 1,5 bis 1,6 Meter hoch und etwa 12 Zentimeter breit. Neben ihrer dekorativen Funktion dienten sie als Dehnungsfugen, um Rissbildungen zu vermeiden. Sie stehen in der Tradition der echten pfeilartigen Schießscharten, wie sie von antiken Festungen bekannt sind, etwa dem spät-kuschana-zeitlichen Bau von Termiz. Den oberen Rand der Mauern bildete eine etwa 0,5 Meter starke Brustwehr aus Ziegeln, die möglicherweise Zinnen besaß.
Die Wehrmauern der Stadt waren im Abstand von 50 bis 60 Metern durch je sechs Türme verstärkt. Ein untersuchter Turm besaß eine Grundfläche von 10,7 × 3,2 Metern. Die Türme waren ebenfalls mit Scheinschießscharten ausgestattet. Im Innern führte eine Wendeltreppe zur Plattform hinauf, die an der Außenseite durch eine Brüstung gesichert war. Die Lage der Türme ist teilweise noch am leicht erhöhten Wall zu erkennen, der heute in 5 bis 10 Meter Breite die Anlage umgibt.

### Stadt
Die Stadt (scharistan) wurde durch sechs einzelne Grabungen erforscht. Demnach bestand die Stadtfläche aus zwei annähernd gleich großen Bereichen im Norden und Süden, die durch eine gerade Straße zwischen den beiden Stadttoren in der Ost- und der Westmauer getrennt waren. Von der Hauptstraße gingen in beide Richtungen verzweigte Gassen zu den Wohngebieten ab, deren Reste auf etwa zwölf Hektar Fläche bis zu acht Meter hoch aus der Ebene ragende Siedlungshügel bilden. Ein gesonderter Wohnbereich befand sich innerhalb der Ostmauer zwischen dem Graben, der die Zitadelle von der Stadt trennte, und der Hauptstraße. Die annähernd rechteckige Fläche des nördlichen Stadtteils maß an der Westseite 70 Meter und an der Ostseite 60 Meter bei einer Ost-West-Ausdehnung von 110 Metern. Die Siedlungshügel im südlichen Bereich sind etwas deutlicher erkennbar.
Im Nordteil wurde eine Untersuchungsfläche bis in fünf Meter Tiefe ausgegraben. Die Mauerreste der untersten Schicht ließen keine eindeutigen Hausgrundrisse erkennen. Aus der mittleren Schicht (KF II) kam ein 17 × 7 Meter großer Saalbau aus Stampflehm und Lehmziegeln zum Vorschein, dessen Wände mit einem durch Stroh verstärkten Lehmputz überzogen waren. Über einem Fußboden lag 10 bis 15 Zentimeter höher ein zweiter Fußboden aus einer Stampflehmschicht. Eine Nische mit einem 50 Zentimeter höheren Bodenniveau in der westlichen Schmalseite gehörte zur ersten Bauphase. Der Eingang befand sich gegenüber in der Ostseite. In dessen Nähe lagen Bruchstücke einer runden Säulenbasis aus Lehm. Die nicht erhaltenen Säulen bestanden vermutlich aus Holz. Der Saalbau wurde im 6. Jahrhundert errichtet, in einer Wandnische fand man eine für die Datierung geeignete hephthalitische Silbermünze.
Südlich angrenzend wurden kleinere Wirtschaftsräume freigelegt. Die aus Stampflehm bestehenden, mit Lehm verputzten und getünchten Wände des größten freigelegten Nebenraums im Süden waren bis in zwei Meter Höhe erhalten. Zu den Fundstücken in diesem Raum gehörten bis zu ein Meter hohe Tongefäße, bikonische Handspindeln, eine Lampe und ein Eisenmesser. Oberhalb der mittleren bebauten Schicht befand sich eine 0,8 bis 1,3 Meter dicke Zwischenschicht, in der durchlöcherte Bronzemünzen und andere kleine Objekte gefunden wurden. Die Struktur der darüber liegenden Bauschicht konnte wiederum nicht ermittelt werden.
Aus den bisherigen Einzelgrabungen ergaben sich kein hinreichend genaues Gesamtbild der städtischen Besiedlung und kein Überblick über die vorhandenen Hausgrundrisstypen. Größere Häuser besaßen in ihrer Mitte – ähnlich wie in Alt-Pandschakent und Bundschikat – einen großen Saal, der von Wirtschaftsräumen umgeben war. Die mutmaßlichen Grundrisse einfacher Häuser, die aus wenigen kleinen Räumen bestanden, können nur von den Ausgrabungen in Kalai-Kafirnigan erschlossen werden. Die städtischen Wohngebäude und die Zitadelle wurden über einer Siedlung aus dem 2./3. Jahrhundert errichtet. Bei der Zitadelle wurden die älteren Besiedlungsreste mit einer sechs Meter hohen Lössschicht als Sockel überdeckt. Die Gebäude im Stadtgebiet besaßen dagegen überwiegend kein Fundament. Wie bei den Umfassungsmauern bestanden die Mauern der Wohngebäude aus einer Kombination von etwa ein Meter breiten Stampflehmquadern mit Lehmziegeln. Die meisten Ziegel haben das Format 50–52 × 25–26 × 8–10 Zentimeter, also ein langrechteckiges Format im Seitenverhältnis von 1:2, wie es für das südliche Zentralasien typisch war. Gebrannte Ziegel wurden für einige Fußböden und niedrige Sitzflächen (sufa, arabisch ṣuffa, vgl. Sofa) entlang den Wänden verwendet. Überwiegend bestanden die 1–1,45 Meter breiten und 0,4–0,5 Meter hohen Sufas aus Lehmziegeln und waren mit einer Putzschicht überzogen.

### Zitadelle

#### Zeitabschnitt KF II

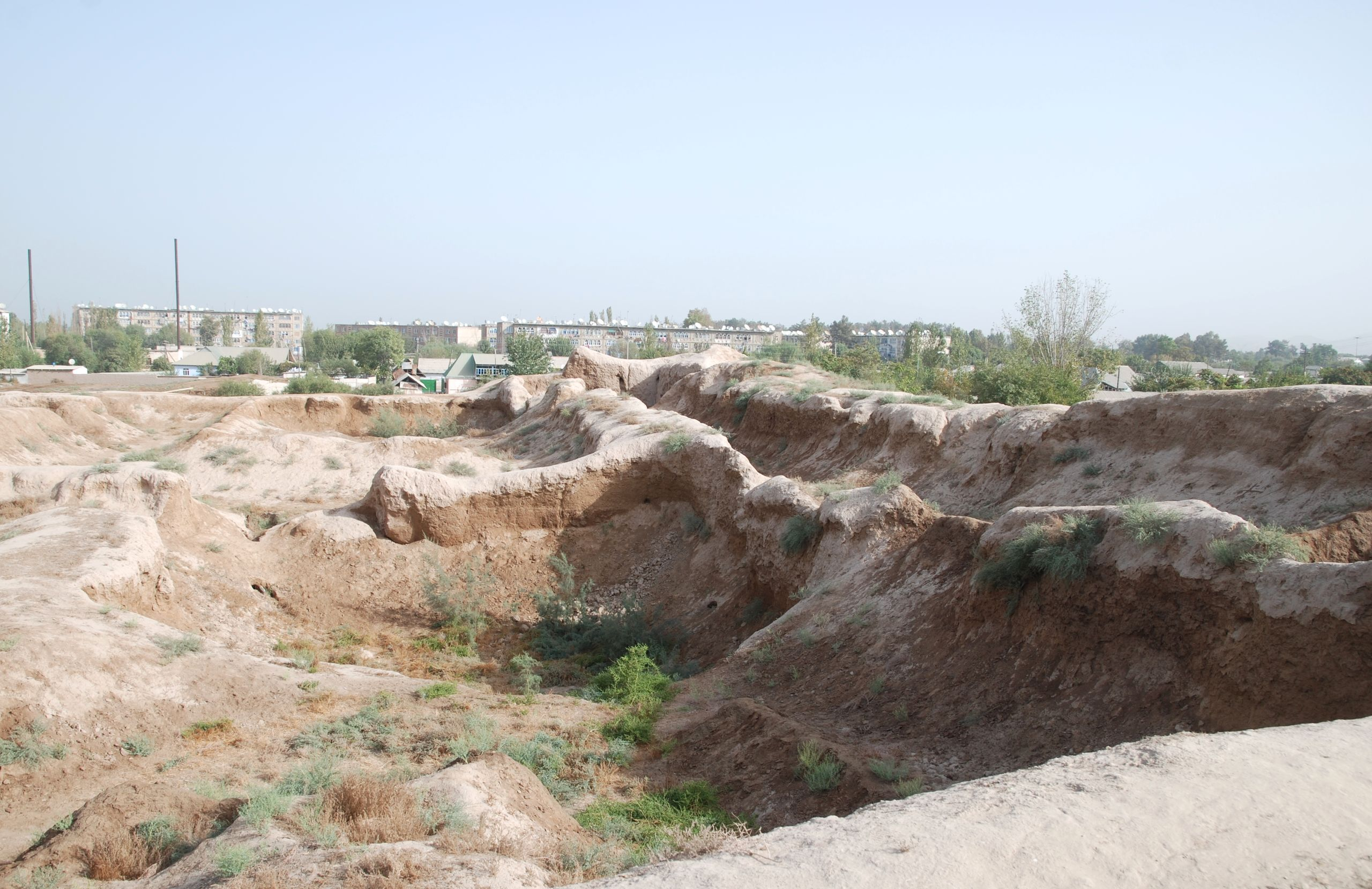
Vom Südosten der Zitadelle, dem Bereich des buddhistischen Tempels, nach Norden

Die 70 × 70 Meter große Zitadelle (kuhendiz) ragte zwölf Meter über die Wohnstadt hinaus und war von ihr durch einen tiefen Graben getrennt. Ein Vorsprung am Rand des Grabens in der Südwestecke der Zitadelle deutet darauf hin, dass sich hier eine Brücke befand, die den Zugang von der Stadt herstellte. Bis 1975 legten die Archäologen zwei Drittel (3600 der 4900 Quadratmeter) der Zitadelle frei. Die drei Besiedlungsschichten der Wohnstadt wurden entsprechend auch im Bereich der Zitadelle festgestellt. In der mittleren Schicht (KF II) wurde der Bereich der Zitadelle vollständig überbaut. Der Palastgrundriss innerhalb der Zitadelle wurde für diese Schicht nur teilweise, für die jüngere Schicht (KF I), als der Palast weiterhin bewohnt war, vollständig erforscht.
Im Zentrum des Palastes lag während KF II ein 200 Quadratmeter großer Saal (Raum III), an den kleinere Räume angrenzten. Der Saal wurde durch einen 1,2 Meter breiten Eingang von einem langen Gang (Raum XVII) parallel zur nördlichen Umfassungsmauer an der Nordostecke betreten. Über die Ausstattung des Saals ist wenig bekannt. Der Umlaufgang endete im Osten einige Meter vor dem nordöstlichen Eckturm. Dieser war fünf Meter hoch und besaß im Innern einen 3,6 × 3,5 Meter großen Raum (Raum I), dessen Kuppeldecke die Ausgräber fast vollständig intakt vorfanden. Der Zugang zum Turm wurde kurz nach dessen Fertigstellung zugemauert.
Unmittelbar südlich des Turms verband ein Durchgang (Raum II) den großen inneren Hof mit dem Bereich zwischen Festungsmauer und Vormauer. Der äußere Durchgang des 2,75 × 2,15 Meter großen Raums war zugemauert. Raum II war mit einem Tonnengewölbe überdeckt, das auf einem Auflager aus drei Reihen jeweils 7–8 Zentimeter vorkragender Lehmziegel ruhte. Eine Feuerstelle am Boden erklärt, weshalb der Lehmputz der Wände mit einer schwarzen Rußschicht bedeckt war. Hier fand man Topfscherben, Knochen, Kohlestücke und eine kuschana-zeitliche Münze.
Ein mit Ziegeln überwölbter Durchgang in der Westwand des großen Saals führte zum 8,2 × 8,2 Meter großen Raum IV, der wiederum im Westen mit dem angrenzenden Raum V verbunden war. Beim späteren Umbau des Saals wurden beide Eingänge zugemauert. Längs der Ostwand besaß Raum IV 1,1 Meter breite und 16 Zentimeter hohe Sufas, die beim Umbau auf 1,4 Meter Breite und 46 Zentimeter Höhe vergrößert wurden.
Raum V war außen quadratisch mit einer Seitenlänge von 10 Metern und innen kreisrund mit 8 Meter Durchmesser. Die Wände waren bei der Freilegung bis auf 2,4 Meter Höhe (stellenweise bis über 3 Meter) erhalten. Der Bogenansatz der Kuppel war wie die innere Mauer 90 Zentimeter stark. Der Einsturz der Kuppel hinterließ eine ein Meter hohe Schicht Lehmziegel am Boden. Der einzige Eingang an der Ostseite war einen Meter breit. Entlang der gesamten Wand gab es eine 0,35 Meter hohe Sufa, die nur in der Mitte ein kleines Rechteck des Fußbodens freiließ. Der Raum war kreisrund überkuppelt. Zwei jeweils gut 2 Zentimeter dicke Lehmputzschichten übereinander waren grün gefärbt.
Der Bereich eines kleinen buddhistischen Tempels in der Südostecke der Zitadelle wird von Litvinskij als Raum X bis Raum XV bezeichnet. Die 3,4 × 3,4 Meter große Kapelle im Zentrum (Raum X) besaß einen Umgang und einen Eingang an der Westseite, der über einen Iwan in einen Hof führte. Diese Struktur ist aus der altiranischen Tempelarchitektur übernommen. In einer früheren Bauphase gab es einen Eingang in der Nordseite anstelle oder für eine Übergangszeit zusammen mit dem Westeingang. Zwei Zugänge (im Osten und Süden) waren beispielsweise bei einem kleinen quadratischen Heiligtum im kuschana-zeitlichen Surkh Kotal vorhanden. Die Mauern aus Lehmziegeln (50 × 25 × 10 Zentimeter) waren bis in eine Höhe von 1,8 Metern erhalten. Entlang der Süd- und der Ostwand waren in der Kapelle Sufas vorhanden.

#### Zeitabschnitt KF I
Die zugemauerten Durchgänge waren die kleinsten Veränderungen bei den späteren Umbauten, welche die gesamte Zitadelle betrafen. Manche Gebäude wurden fast völlig abgerissen und einige andere verkleinert. Instabile Mauern erhaltener Räume erhielten zur Verstärkung Stützmauern. Die Umlaufgänge an der nördlichen und an der östlichen Festungsmauer (Raum XVIII) wurden durch sich gegenüberstehende Pfeiler unterteilt, sodass eine Flucht von mehreren Räumen entstand (Raum 15 bis 19), die nun als Wohnraum und Lager für Lebensmittel dienten. Im Wesentlichen unverändert blieben aus KF II der runde Raum V im Nordwesten und der buddhistische Tempel im Südosten erhalten; der Hof westlich vor dem Tempel war wie bisher frei von Bebauung.
Der Palastsaal (Raum 3) dieses Zeitabschnitts östlich des älteren Palastsaals aus KF II (Raum III) maß 19 × 10 Meter, seine Stampflehmwände waren bis 1,5 Meter Höhe erhalten. Er könnte als Audienzsaal gedient haben. In der Mitte der Längswände gab es zusätzlich zu den Sufas an allen Wänden weit in den Raum ragende Podeste aus verputzten Lehmziegeln. Auf dem östlichen Podest befand sich eine Feuerstelle. Die Decke war wie bei den meisten Räumen des Palastes mit Holzbalken, Zweigen und einer Lehm-Stroh-Schicht darüber flach gedeckt. Raum 4 und Raum 14 bildeten einen Gang im Süden und Westen um den Palastsaal. Von dort führte ein Zugang in den westlich angrenzenden Raum 13, der 15,2 × 6,3 Meter maß. Seine Wände aus verputzten Lehmziegeln waren etwa zwei Meter hoch erhalten. Ein vier Meter langer Durchgang verband diesen Raum in der Nordwestecke mit Raum 11 (7,4 × 8,2 Meter), der Sufas an allen Wänden besaß. Die ungewöhnliche Wandstärke von vier Metern zwischen diesen beiden Räumen wird auf mehrfache Umbauten zurückgeführt. Der ebenfalls große Raum 5 im Süden mit 14,5 × 11,2 Metern Grundfläche war bis 1,5 Meter Höhe erhalten. Vor den Wänden waren Sufas gemauert, vor die Nordwand zusätzlich ein 2,4 Meter breites und 60 Zentimeter hohes Podest (als „Bühne“ bezeichnet). Die übrigen Räume waren kleiner.
Offensichtlich lagen die Repräsentationsräume und der Wohnbereich der Herrscherfamilie im Norden und die Wirtschaftsräume befanden sich im Nordosten in den ehemaligen Umlaufgängen. Der runde Raum (Raum V bzw. Raum 20) wurde nach Litvinskij möglicherweise für Kulte genutzt. Baimatowa vermutet dagegen, dass der Kuppelraum als Thronraum des Herrschers diente und ursprünglich freistehend war. Hierauf verweisen nach ihrer Ansicht der Verputz auf der Außenseite der Wand und das von den Nebengebäuden getrennte Fundament.
Gegen Ende dieses Zeitabschnitts verfiel der Palast. Nachdem Decken eingestürzt waren, muss es im Palast gebrannt haben. Anschließend wurden auf den Trümmern noch einmal einige Räume auf einfachere Weise wiederaufgebaut und für kurze Zeit bewohnt.
Neben der bedeutendsten buddhistischen Anlage im Süden Tadschikistans, Adschina-Teppa, zeigt die späte Bauphase der massiv gesicherten Zitadelle von Kafirkala die Ausbreitung des Buddhismus und die gefestigte Macht der lokalen Herrscherdynastie von Wachsch im frühen Mittelalter. Außer dem Buddhismus waren in vorislamischer Zeit Manichäismus, Christentum und regionale altiranische Glaubensvorstellungen (Zoroastrismus) verbreitet. Litvinskij deutet entsprechend die Existenz einer Feuerstelle im Palastsaal (Raum 3) als Verbindung von Buddhismus mit einem überlieferten Feuerkult, den die lokale Bevölkerung nicht mit dem Buddhismus als unvereinbar empfunden haben mochte.

## Funde
50 winzige Fragmente von Manuskripten, die mit schwarzer Tusche auf Birkenrinde geschrieben waren, gehörten zu einem buddhistischen Text. Die Schrift war am Fundort als Abdruck auf dem Lehm erhalten. Nach Untersuchungen handelt es sich um zwei oder drei Blätter in horizontaler Brahmi-Schrift, die von einem Berufsschreiber im 7./8. Jahrhundert angefertigt wurden. Eine Verwandtschaft mit einem Sanskrit-Manuskript aus Birkenrinde in der Festung Sangtepe (Zang-tepe, erbaut im 5. Jahrhundert, 30 Kilometer nördlich Termiz) konnte festgestellt werden, auch wenn überwiegend nur einzelne Buchstaben und Wortteile zu lesen waren. Der Paläograph M.I. Vorobeva-Desjatovskaja (1963) folgerte aus den Bruchstücken, dass in der Zitadelle auch buddhistische Mönche gelebt haben könnten. Da Birkenrinde in der Region als Beschreibstoff ungebräuchlich war, stammten die Manuskripte wahrscheinlich aus Nordindien oder dem Himalaya. Birkenrinden-Manuskripte sind vor allem durch Aurel Stein bekannt, der 1931 gut erhaltene auf Sanskrit geschriebene Manuskripte aus dem 5. bis 7. Jahrhundert in einem Stupa nahe Gilgit fand.
Die einzigen Wandmalereien in den Palasträumen der Zitadelle wurden an dem Wänden und an der Kuppel des buddhistischen Tempels gefunden. Im Unterschied zu den üppig mit Wandmalereien ausgestatteten Sälen in den Palästen von Alt-Pandschikent, Warachscha (westlich Buchara), Bundschikat, Balalyk-Tepe, Dilberdschin (bei Balch) und im buddhistischen Kloster Adschina-Teppa fehlten diese hier, vermutlich weil die Wände mit Teppichen behangen waren. Mit Ausnahme von Balalyk-Tepe waren die Wandmalereien allgemein religiöser Art. Ferner besaßen Raum 24 in der Zitadelle und der Saalbau in der Stadt, aus dem Bruchstücke mit hellroten Mustern auf weiß-grünem Untergrund erhalten blieben, Wandmalereien.
An figürlichen Motiven ist nur das Fragment eines Buddhakopfes aus dem Tempel einigermaßen erkennbar. Den Kopf umgibt ein rosafarbener Nimbus mit einer schwarzen Umrahmung. Das linke Auge ist gut erhalten, die Stirnmitte betont ein roter Punkt. Ein anderes Fragment gehört zu einer Gruppe sitzender Buddhas in orangefarbenen Gewändern. Der Kopf eines Buddhas ist von einem gelben Nimbus mit einer roten Randlinie umgeben. Weitere Malereifragmente zeigen eine schematische Lotosblume mit rosafarbenen Blütenblättern vor blauem Grund, zwei menschliche Hände und ein Tier, von dem eine Vorderpfote und zwei Hinterpfoten erkennbar sind.
Das meiste Essgeschirr wurde mit einer schnell rotierenden Töpferscheibe hergestellt, während die größeren Tongefäße für die Aufbewahrung von Lebensmitteln mit der Hand geformt wurden. Manches Essgeschirr ist in verschiedenen Brauntönen oder schwarz engobiert. Ab der Mitte des 7. Jahrhunderts ersetzte man die Engobe durch Ocker oder bespritzte das Tongut vor dem Brennen mit Wasser, um eine weißliche Sinterschicht an der Oberfläche zu erhalten. Die spätere Keramik von KF I war durchweg von schlechterer Qualität als die von KF II. Offensichtlich war, wie im übrigen ehemaligen Kuschana-Gebiet, die alte Töpfertradition verlorengegangen. Bei den nun teilweise in Heimarbeit anstatt in professionellen Werkstätten hergestellten Tonwaren kam es mehr auf den Gebrauch im Alltag als auf die ästhetische Gestaltung an. Die Keramik von Kafirkala ähnelt typologisch der gleichzeitigen Keramik von Alt-Pandschakent in Sogdien und derjenigen des in Richtung Al-Pandschakent gelegenen tocharischen Ortes Kalai-Kafirnigan, wobei sich die Tonwaren der Gebiete Tocharistan und Sogdien ansonsten deutlich unterscheiden. Der in Tocharistan für das 7. und 8. Jahrhundert erkennbare sogdische Kultureinfluss erreichte jedoch weder Choresmien noch Usruschana.
Insgesamt 80 Münzen stammen aus der Wohnstadt und der Zitadelle; hinzu kommt ein ergiebiger Einzelfund aus dem Herrensitz in der Vorstadt. Die ältesten Münzfunde aus Kafirkala und anderen Orten im Wachsch-Tal datieren in die Kuschana-Zeit. Im 5. Jahrhundert wurden die Kuschana-Prägungen durch örtliche Nachahmungen ersetzt. Vom Ende des 4. Jahrhunderts bis zur ersten Hälfte des 6. Jahrhunderts sind aus dem gesamten unteren Wachsch-Tal keine Münzen überliefert. Für das folgende Jahrhundert, als das untere Wachsch-Tal allmählich dichter besiedelt wurde, fehlen noch immer Münzen aus lokaler Produktion. Laut Litvinskij ist dies jedoch kein Hinweis auf politische Unruhen und Verwüstungen in dieser Zeit. Er widerspricht damit früheren Annahmen. Ein Münzfund aus der Nähe von Kafirkala besteht aus 245 gegossenen Kupfermünzen mit Mittelloch und einem schriftartigen Ornament. Nach V. A. Livschic (1979) sind dies Nachahmungen von chinesischen Bronzemünzen, die vermutlich aus dem Ende des 7. oder dem Anfang des 8. Jahrhunderts stammen. Eine andere Gruppe von Münzen aus Kafirkala, Adschina-Teppa und Fundorten in der Kubodijon-Oase zeigen eine baktrische Kursivschrift und waren vermutlich nur in dieser Region in Umlauf.